# Karen Witter
Karen Rachel Witter (Long Beach, Califórnia, 13 de dezembro de 1961) é uma atriz e modelo inglesa.

## Biografia
Karen Witter se formou na Universidade do Havaí, onde cursou Drama e fez um curso de modelo. Em 6 de maio 2001 casou-se com Chuck Lorre.

## Playboy
Posou para a revista Playboy em março de 1982 e em março de 1983 foi capa, assim como em 1991.

## Indicação
Foi indicada em 1991 para o "Soap Opera Digest Awards" de melhor atriz iniciante por seu trabalho na tele-novela One life to live.

## Filmografia
- Inconvenience Store (2004)
- Malcolm in the Middle (2001)
- Strip Mall (2001)
- NYPD Blue 9 (2000)
- Dharma & Greg (2000)
- Malibu, CA (2000)
- Vengeance Unlimited (1998)
- Sabrina, the Teenage Witch (1998)
- The Lovemaster (1997)
- Pacific Blue (1997)
- Sliders (1996)
- Nowhere Man (1996)
- Bedtime (1996)
- Dream On (1995)
- The X Files (1995)
- D.P.O. (1995)
- Flipper (1995)
- Hercules: The Legendary Journeys (1995)
- Fortune Hunter (1994)
- Popcorn (1991)
- One Life to Live (1968)
- Roberts Roberts Rogan Vickers (1990-1994)
- Buried Alive (1990)
- 1st & Ten (1989)
- Midnight (1989)
- Another Chance (1989)
- Out of the Dark (1989)
- The Vineyard (1989)
- Silent Assassins (1988)
- Hero and the Terror (1988)
- Paramedics (1988)
- The Perfect Match (1988)
- Mortuary Academy (1988)
- Cheers (1988)
- Ratboy (1986)
- Dangerously Close (1986)
- Hunter (1986)
- Prince of Bel Air (1986)
- Trapper John, M.D.(1986)
- I Married a Centerfold (1984)
- Mike Hammer (1984)
- The Dukes of Hazzard (1984)
- Falcon Crest (1984)
- Matt Houston (1983)